# Ceraclea lobulata
Ceraclea lobulata là một loài Trichoptera trong họ Leptoceridae. Chúng phân bố ở miền Cổ bắc.